# Distrito de Ünye
Ünye es un distrito de la provincia de Ordu en la Región del Mar Negro de Turquía.
Está situada al oeste de la ciudad de Ordu. 